# SN 2006nh
SN 2006nh – supernowa typu Ia odkryta 21 października 2006 roku w galaktyce A024050+0039. W momencie odkrycia miała maksymalną jasność 23,00m.